# 揚州大学
揚州大学（ようしゅうだいがく、扬州大学、揚州大學、拼音: Yàngzhōu Dàxué、英語: Yangzhou University）、略称：Yang Da (揚大) または YZU）は、中華人民共和国の国立総合大学。揚州市に所在し、農系の伝統が強い大学である。

## 沿革
清代末期・1902年設立の「通州師範学校」と「通海農学堂」を前身とする。1992年に「揚州師範学院」「江蘇農学院」「揚州工学院」「揚州医学院」「江蘇水利工事専門学校」「江蘇商業専門学校」が統合され、現在の「揚州大学」となった。

## 出身人物
- 畢飛宇 - 小説家。代表作に小説『ブラインド・マッサージ』（『推拿』）南京大学教授、江蘇省作家協会副主席。
- 陳玘 - 卓球選手。2004年アテネオリンピック男子ダブルスの金メダリストである。